# Waltencir
Waltencir, właśc. Waltencir Pereira Serna (ur. 11 listopada 1946 w Rio de Janeiro  zm. 17 września 1978 w Kurytybie) – piłkarz brazylijski grający na pozycji lewego obrońcy.

## Kariera klubowa
Waltencir karierę piłkarską rozpoczął w 1967 roku w Botafogo FR, w którym występował do końca kariery, którą zakończył w 1976. W lidze brazylijskiej zadebiutował 8 sierpnia 1971 w zremisowanym 0-0 meczu derbowym z Américą Rio de Janeiro. Ostatni raz w lidze wystąpił 4 grudnia 1975 w wygranym 2-0 meczu z Nacionalem Manaus. Łącznie w latach 1971–1975 w lidze brazylijskiej wystąpił w 103 meczach i strzelił 1 bramkę. Z klubem z Rio de Janeiro dwukrotnie zdobył mistrzostwo stanu Rio de Janeiro – Campeonato Carioca w 1967, 1968 oraz Taça Brasil w 1968. Łącznie w latach 1967–1976 wystąpił w Botafogo w 453 razy i strzelił 6 bramek.

## Kariera reprezentacyjna
7 sierpnia 1968 w Rio de Janeiro Waltencir jedyny raz wystąpił w reprezentacji Brazylii w wygranym 4-1 towarzyskim meczu przeciwko reprezentacji Argentyny. Był to udany debiut, gdyż Waltencir w 13 min. zdobył pierwszą bramkę w meczu.